# Flippie Flink (Nederlandse stripreeks)
Flippie Flink was een Nederlandse tekststrip uit 1933, geschreven door Clinge Doorenbos en getekend door Robert Raemaekers, de zoon van politiek tekenaar Louis Raemaekers. Hij signeerde met Rjr. 

## Concept
De stripreeks bestond uit een reeks verhaaltjes op rijm met illustraties erbij die destijds in de krant De Telegraaf werden gepubliceerd. Het hoofdpersonage was een jongetje dat een hondje, Waf, bezat. 

## Populariteit
De reeks was tijdens de jaren 30 zo populair dat De Telegraaf ooit een speciaal evenement organiseerde waarbij het personage zogezegd op het Centraal Station van Amsterdam zou aankomen. Dit was geïnspireerd door een stunt die ook Le Petit Vingtième in 1929 in Brussel had georganiseerd met een acteur die Kuifje speelde. Hier werd ook een toneelversie van gemaakt door het theatergezelschap van Jan Nooy. Corry Vonk speelde toen de rol van Flippie, Greet Schoonenberg Waf, Karel Baars Flippies vader, Bep Nooij zijn moeder, Theo Vink de veldwachter en Louis Oorthuis de bijrollen.

## Bron
- https://www.lambiek.net/aanvang/volkstoneel.htm